# Stazione meteorologica di Fiorenzuola d'Arda
La stazione meteorologica di Fiorenzuola d'Arda è la stazione meteorologica di riferimento relativa alla località di Fiorenzuola d'Arda.

## Coordinate geografiche
La stazione meteo si trova nell'Italia nord-orientale, in Emilia-Romagna, in provincia di Piacenza, nel comune di Fiorenzuola d'Arda, a 82 metri s.l.m. e alle coordinate geografiche 44°55′N 9°54′E.

## Dati climatologici
In base alla media trentennale di riferimento 1961-1990, la temperatura media del mese più freddo, gennaio, si attesta a +1,2 °C; quella del mese più caldo, luglio, è di +23,8 °C .
| Fiorenzuola d'Arda | Mesi | Mesi | Mesi | Mesi | Mesi | Mesi | Mesi | Mesi | Mesi | Mesi | Mesi | Mesi | Stagioni | Stagioni | Stagioni | Stagioni | Anno |
| Fiorenzuola d'Arda | Gen  | Feb  | Mar  | Apr  | Mag  | Giu  | Lug  | Ago  | Set  | Ott  | Nov  | Dic  | Inv      | Pri      | Est      | Aut      | Anno |
| ------------------ | ---- | ---- | ---- | ---- | ---- | ---- | ---- | ---- | ---- | ---- | ---- | ---- | -------- | -------- | -------- | -------- | ---- |
| T. max. media (°C) | 4,2  | 6,8  | 12,5 | 17,7 | 22,2 | 26,8 | 29,5 | 28,4 | 24,5 | 17,2 | 10,8 | 5,5  | 5,5      | 17,5     | 28,2     | 17,5     | 17,2 |
| T. min. media (°C) | −1,8 | −1,1 | 3,4  | 7,4  | 11,5 | 15,8 | 18,0 | 17,9 | 14,5 | 9,3  | 4,4  | −0,1 | −1,0     | 7,4      | 17,2     | 9,4      | 8,3  |